# Milovská naučná stezka
Milovská naučná stezka (též Příběh krajiny pod Čtyřmi palicemi) je naučná stezka, tvořící okruh mezi Moravskými Křižánkami, Milovy, Českými Milovy a Čtyřmi palicemi. Stezka návštěvníky seznamuje se sklářstvím a historií Českých Milov, ale také o Neumanově mlýně či přírodě pod Čtyřmi palicemi. Pro veřejnost byla zpřístupněna v roce 2012 a nachází se na ní celkem 20 zastavení.

## Vedení trasy
Stezka začíná na okraji Moravských Křižánek v místech, kde ze silnice II/354 odbočuje silnice na České Milovy. Spolu se silnicí a zelenou turistickou značkou se dostává přes Svratku, za níž opouští zelenou značku a spolu se silnicí se stáčí doprava. Po chvíli se odpojuje i od silnice a pokračuje obloukem po polní cestě okrajem PR Meandry Svratky do lokality U mlýna. Tady se napojuje na silničku, kterou sleduje do Českých Milov. Během cesty Českými Milovami se vrací na původní silnici, ze které asi po 350 m odbočuje na silničku doleva. Ta po chvíli končí a stezka pokračuje lesní cestou do míst, kde se zatočení vlevo dostává na žlutou značku, kterou po chvíli prudkým odbočením vlevo opouští a dostává se na lesní silničku vedoucí okrajem PR Čtyři palice. Na konci silničky se dostává na zelenou turistickou značku a silnici, na níž se stáčí doleva a vrací se zpět na začátek.

## Zastavení
- Příběh krajiny pod Čtyřmi palicemi – začátek příběhu
- Příbytky sklářských dělníků
- Složení sklářské osady
- Život ve sklářské osadě
- Obydlí pracovníků skláren
- Osud milovské sklárny
- Čtyři palice
- Skalní útvary nad Milovskou kotlinou
- Obce Milovské kotliny
- Les jako zásoba dřeva pro milovské sklárny
- Les jako zdroj obživy
- Druhová skladba lesa v PR Čtyři palice
- Historie obce České Milovy
- Samostatná obec České Milovy
- České Milovy – U mlýna
- PR Meandry Svratky u Milov
- Řeka Svratka
- Rostliny luk v meandrech Svratky
- Fauna luk v meandrech Svratky
- Příběh krajiny pod Čtyřmi palicemi – konec příběhu